# Billy Fiske
Billy Fiske (n. 4 iunie 1911, New York City, New York, SUA – d. 17 august 1940, Chichester, Anglia, Regatul Unit) a fost un bober ce a reprezentat Statele Unite ale Americii, medaliat olimpic. A participat la 2 ediții ale Jocurilor Olimpice (1928, 1932) în care a câștigat două medalii de aur.